# 비설 (1995년 영화)
"비설"(Secret)은 한국에서 제작된 정길채 감독의 1995년 멜로/로맨스 영화이다. 고주희 등이 주연으로 출연하였고 정길채 등이 제작에 참여하였다.

## 출연

### 주연
- 고주희
- 정길채

### 조연
- 차광수
- 김자옥
- 남궁원
- 이방호
- 김준원
- 노사권
- 박지영
- 이범준

## 기타
- 촬영부: 이동국
- 촬영부: 이주한
- 촬영부: 김한영
- 조명: 김강일
- 조명부: 김제중
- 조명부: 김지정
- 조명부: 김재필
- 조명부: 강지웅
- 조명부: 이동석
- 스틸: 윤성훈
- 연출부: 이재준
- 연출부: 송명훈
- 연출부: 성관용
- 연출부: 박영득
- 연출부: 이주원
- 스크립터: 김정심
- 녹음: 한양녹음실
- 특수분장: 이만수
- 옵티컬: 윤종두
- 미용: 대파세
- 분장: 이경자
- 분장: 조동심
- 포스터: 박찬성
- 개봉관: 국도극장
- 관객: 3345
- 번역: 고석호
- 번역: C.C 학원
- 현상: 세방현상소
- 효과: 김재희